# Tour blanche d'Issoudun
Pour les articles homonymes, voir Tour Blanche (homonymie).
La Tour blanche d'Issoudun est l'ancienne tour maîtresse du château, autrefois couronné de hourds, élevée à la fin du XIIe siècle par Richard Cœur de Lion, duc d'Aquitaine et roi d'Angleterre, sur une butte artificielle dans le centre-ville de la commune française d'Issoudun dans le département de l'Indre.

## Historique
La réalisation de la tour aurait été commandée par Richard Cœur de Lion à la fin du XIIe siècle et sa construction aurait été terminée par Philippe Auguste qui s'en rend maitre en 1202. Cette durée assez courte de construction expliquerait l'homogénéité de l'édifice. La tour aurait été édifiée sur une zone occupée précédemment par une chapelle ou un oratoire du XIe siècle.

## Description
D'une hauteur de 28 mètres, la tour est constituée de murs de 4 mètres d'épaisseur.
La tour est classée au titre des monuments historiques en 1840.